# Thyrsia (grassenfamilie)
Thyrsia is een geslacht uit de grassenfamilie (Poaceae). De soorten komen voor in Afrika en Azië.